# Edward Wiśniewski (polityk)
Edward Wiśniewski (ur. 20 stycznia 1928 w Wieprzowie, zm. 19 czerwca 2013 w Lublinie) – polski prawnik i działacz spółdzielczy, poseł na Sejm PRL VI (1972–1976), VII (1976–1980) i VIII (1980–1985) kadencji.

## Życiorys
W 1950 podjął pracę w Związku Spółdzielni Pracy Oddział Lublin. Był sekretarzem koła Związku Młodzieży Wiejskiej RP „Wici” w Tomaszowie Lubelskim, działał też w Związku Akademickim Młodzieży Polskiej i w Związku Młodzieży Polskiej. W 1952 ukończył studia prawnicze. Od 1953 do 1963 był kierownikiem działu zaopatrzenia w Zakładach Elektromaszynowych „Eda” w Poniatowej, w latach 1963–1968 pracował w Fabryce Samochodów Ciężarowych w Lublinie, a od 1968 do 1974 był zastępcą prezesa zarządu w Wojewódzkim Związku Spółdzielni Pracy w Lublinie.
W 1960 wstąpił do Stronnictwa Demokratycznego (był m.in. wiceprzewodniczącym Wojewódzkiej Rady Narodowej z jego rekomendacji, a także przewodniczącym i sekretarzem Wojewódzkiego Komitetu oraz członkiem Centralnego Komitetu). W 1972 uzyskał mandat posła na Sejm PRL VII kadencji z okręgu Zamość. Zasiadał w Komisji Mandatowej i Regulaminowej (jako wiceprzewodniczący) oraz Drobnej Wytwórczości, Spółdzielczości Pracy i Rzemiosła. W Sejmie VII kadencji, w którym posłował z okręgu Puławy, był członkiem Komisji Handlu Wewnętrznego, Drobnej Wytwórczości i Usług oraz Leśnictwa i Przemysłu Drzewnego. W 1972 wybrany po raz trzeci do Sejmu PRL (z tego samego okręgu), pracował w Komisjach: Handlu Wewnętrznego, Drobnej Wytwórczości i Usług, Przemysłu Ciężkiego, Maszynowego i Hutnictwa, Skarg i Wniosków, Zdrowia i Kultury Fizycznej (później: Polityki Społecznej, Zdrowia i Kultury Fizycznej), Odpowiedzialności Konstytucyjnej, a także Nadzwyczajnej do rozpatrzenia projektu ustawy o Spółdzielniach i ich Związkach.
Pochowany na cmentarzu komunalnym na Majdanku w Lublinie (kwatera S1Z0-1-1).

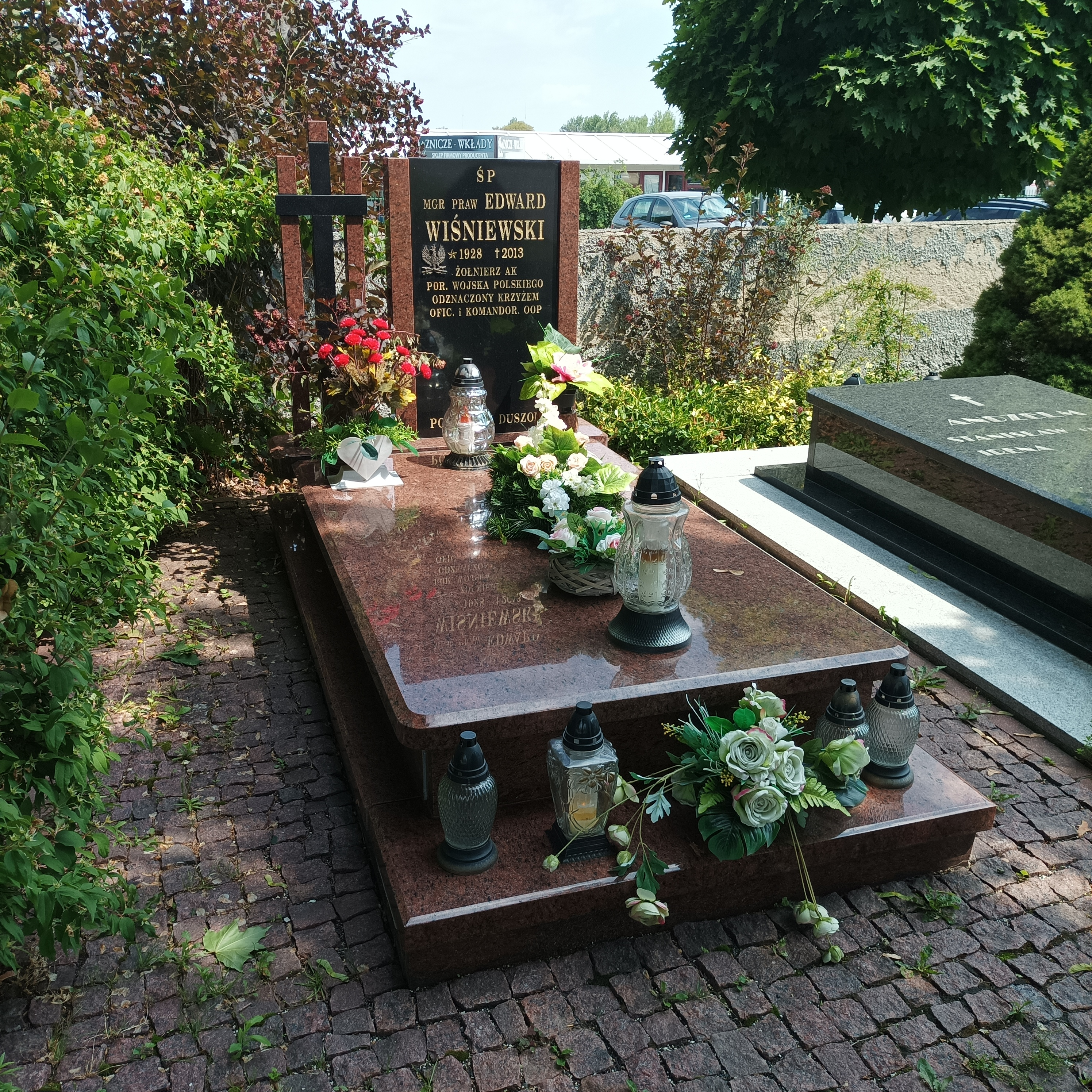
Grób Edwarda Wiśniewskiego na Cmentarzu Komunalnym na Majdanku w Lublinie

## Odznaczenia
- Krzyż Kawalerski Orderu Odrodzenia Polski
- Złoty Krzyż Zasługi
- Srebrny Krzyż Zasługi
- Medal „Za zasługi dla obronności kraju”
- Medal Komisji Edukacji Narodowej
- Medal 30-lecia Polski Ludowej